# Амітов Михайло Семенович
Михайло (Мойсей) Семенович Амі́тов (15 березня 1912, Баштанка — 3 квітня 1980, Донецьк) — український і російський радянський театральний актор і режисер; заслужений артист Туркменської РСР з 1944 року, заслужений діяч мистецтв РРФСР з 1961 року.

## Біографія
Народився 2 [15] березня 1912 року в селі Баштанці (нині місто Миколаївської області, Україна). Протягом 1927—1932 років працював актором і режисером у Театрі юного глядача в Миколаєві. У 1934 році у Москві закінчив театральну студію під керівництвом Миколи Плотникова і у 1934—1936 роках продовжив працювати у Миколаївському у театрі юного глядача.
У 1936—1937 роках — актор і режисер Миколаївського російського драматичного театру імені Валерія Чкалова; з 1937 року — у Російському драматичному театрі імені Олександра Пушкіна; у 1939—1958 роках — головний режисер (Вінниця, Костянтинівка, Єнакієве). З 1958 по 1962 рік очолював Хабаровський театр драми; у 1963—1967 роках — Донецький український музично-драматичний театр імені Артема. Помер у Донецьку 3 квітня 1980 року.

## Творчість
зіграв ролі
- Войницький («Дядя Ваня» Антона Чехова);
- Павло Корчагін («Як гартувалась сталь» за Миколою Островським);
- Сміт («Російське питання» Костянтина Симонова);

поставив вистави
- «Платон Кречет» Олександра Корнійчука (1939);
- «Лихо з розуму» Олександра Грибоєдова (1945);
- «Не називаючи прізвищ» Василя Минка (1953);
- «Живий труп» Льва Толстого (1961);
- «Останні» Максима Горького (1968).